# Chivres-en-Laonnois
 Chivres-en-Laonnois  là một xã ở tỉnh Aisne, vùng Hauts-de-France thuộc miền bắc nước Pháp.